# Пояна-Галдей
Пояна-Галдей (рум. Poiana Galdei) — село у повіті Алба в Румунії. Входить до складу комуни Галда-де-Жос.
Село розташоване на відстані 283 км на північний захід від Бухареста, 18 км на північ від Алба-Юлії, 59 км на південь від Клуж-Напоки.

## Населення
За даними перепису населення 2002 року у селі проживали 158 осіб, усі — румуни. Усі жителі села рідною мовою назвали румунську.